# Kenpo
Kenpo o kempo és el nom descriptiu de diverses arts marcials japonesos amb orígens xinesos, i també d'arts marcials híbrids entre els japonesos i els xinesos. El kenpo és semblant al karate i inclou més cops de puny i puntades de peu que preses o claus de lluita.

## Estils més coneguts de kenpo
- Kenpo americà
- Kajukenbo
- Shorinji kenpo (kenpo de Shaolín)
- Kempo tai jutsu
- Tracy kenpo
- Kenpo jiu-jitsu
- Kenpo Kai